# Fisher-Effekt
Bei dem Fisher-Effekt, benannt nach dem Ökonomen Irving Fisher, handelt es sich um eine Beziehung zwischen Inflationsrate, nominalem und realem Zinssatz, die besagt, dass Steigerungen der Inflationsrate sich in proportionalen Steigerungen des Nominalzinses niederschlagen. 
In mathematischer Form lässt sich der Fisher-Effekt folgendermaßen ausdrücken:
{\displaystyle {\mathit {\Delta i=\Delta \pi }}}
mit {\displaystyle \Delta i} = Veränderung des Nominalzinses und {\displaystyle \Delta \pi } = Veränderung der Inflationsrate
Basis des Fisher-Effektes ist der folgende Zusammenhang:
{\displaystyle (1+i)=(1+\pi )\cdot (1+r)}
mit i = Nominalzins, {\displaystyle \pi } = Inflationsrate, r = Realzins
Wenn {\displaystyle \pi } und r hinreichend klein sind, lässt sich die bekannte Fisher-Gleichung herleiten aus
{\displaystyle 1+i=1+\pi +r+\pi \cdot r} als
{\displaystyle i\approx \pi +r} (Fisher-Gleichung)
Bedeutend in Fishers Theorie ist die strikte Trennung von monetärer und realer Sphäre (klassische Dichotomie). Danach wird  der Realzins im Kapitalmarkt bestimmt als der Zinssatz, der Investitionsgüternachfrage und Ersparnis ausgleicht. Monetäre Einflüsse spielen für die Bestimmung des Realzinses keine Rolle. Daher ergibt sich, dass sich Veränderungen der Inflationsrate nicht auf den Realzins auswirken können ({\displaystyle \Delta r=0}) und sich somit direkt im Nominalzins widerspiegeln.
Die obige Formulierung des Fisher-Effekts setzt voraus, dass die Inflationsrate bekannt ist. In der Realität ist die tatsächliche Inflationsrate jedoch nur mit zeitlichen Verzögerungen bekannt. Insofern bezieht eine realistischere Formulierung des Fisher-Effektes die Veränderung der erwarteten Inflationsrate ein.
{\displaystyle {\mathit {\Delta i=\Delta \pi ^{e}}}}
{\displaystyle i\approx \pi ^{e}+r} (Fisher-Gleichung mit Inflationserwartungen)
In dieser Form wirken sich bereits Veränderungen in Inflationserwartungen auf den heutigen Nominalzins aus.

## Verwandte Konzepte
Der internationale Fisher-Effekt prognostiziert eine internationale Wechselkursdrift ausschließlich auf Basis der jeweiligen nationalen Nominalzinsen. Ein verwandtes Konzept ist die Fisher-Parität.